# ماتياس فارغاس (لاعب كرة قدم)
ماتياس فارغاس (بالإسبانية: Matías Vargas)‏ هو لاعب كرة قدم أرجنتيني في مركز الهجوم، ولد في 5 نوفمبر 1996 في باريلوتشي في الأرجنتين. لعب مع Comisión de Actividades Infantiles ‏.

## وصلات خارجية
- ماتياس فارغاس (لاعب كرة قدم) على موقع Soccerway.com (الإنجليزية)